# Aeropuerto Internacional Augusto C. Sandino
Aeropuerto Internacional Augusto C. Sandino (IATA: MGA, ICAO: MNMG) är den internationella flygplatsen i Nicaragua. Den ligger i Managua, nio kilometer öster om centrum längs vägen till Tipitapa.
Flygplatsen har reguljär internationell trafik till San José, San Salvador, Panama, Havanna, Mexiko, Cancun, Miami, Fort Lauderdale och Houston.
Inom landet går det reguljär flygtrafik till Bilwi, Bluefields och Corn Island vid landets Karibiska kust. Dessa flygs av det lokala flygbolaget La Costeña.

## Bilder
|  |  |
|  |  |
|  |  |